# Ouangani
Ouangani ist eine französische Gemeinde mit 10.203 Einwohnern (Stand 14. Dezember 2017) im Überseegebiet Mayotte.

## Geografie
Ouangani liegt zentral auf der Hauptinsel Mayottes, etwa drei Kilometer südöstlich von Chiconi. Neben dem Hauptort Ouangani bilden noch die Dörfer Barakani, Coconi und Kahani die Gemeinde.

## Bevölkerungsentwicklung
| Jahr      | 1997  | 2002  | 2007  | 2012  |
| --------- | ----- | ----- | ----- | ----- |
| Einwohner | 4.836 | 5.569 | 6.577 | 9.834 |